# 前田穣 (政治家)
前田 穰（まえだ みのる、1945年12月30日 - 2023年2月20日）は、日本の政治家。1991年7月より宮崎県東諸県郡綾町長（7期）を務めた。前職は綾町農業協同組合長。

## 来歴
2003年6月からは宮崎県町村会長も務め、2007年1月の宮崎県知事選挙では綾町出身の林野庁長官・川村秀三郎を町村会として擁立し支援した（落選）。
2009年3月に教育再生懇談会のメンバーとなり、同年11月の懇談会の廃止まで務めた。
2019年4月に病気治療に専念するためとして町長を辞職した。
2020年、旭日小綬章受章。
2023年2月20日、死去。77歳没。死没日付をもって従五位に叙された。